# Лиан Мориарти
Лиан Мориарти (на английски: Liane Moriarty) е австралийска писателка. Тя е по-голямата сестра на писателката Жаклин Мориарти.

## Биография
Лиан Мориарти е родена на 15 ноември 1966 г. в Сидни, Нов Южен Уелс, Австралия. След завършване на училище, работи в областта на рекламата и маркетинга в издателска фирма. След това ръководи собствена фирма за известно време, преди да започне да работи като рекламен редактор на свободна практика. През 2004 г., след като Лиана получава магистърска степен в университета „Макуори“ в Сидни, нейният първи роман Три желания, написан като част от дипломата ѝ, е бил публикуван.
Мориарти живее в Сидни със съпруга си, Адам, който е бивш фермер от Тасмания, работил в сферата на пазара на селскостопански продукти, и две деца, Джордж и Анна.
Романът ѝ „Големите малки лъжи“ е екранизиран като телевизионен сериал от HBO, в който участват звездите Рийз Уидърспун, Никол Кидман, Шейлийн Удли, Лора Дърн, Зоуи Кравиц и Александър Скарсгард. Премиерата на сериала е на 19 февруари 2017 г., втори сезон през декември 2017 г.
Предишният ѝ роман „Тайната на моя съпруг“, ще бъде адаптиран за филм, след като през септември 2013 г. CBS придобива права над романа. През май 2017 г., е обявено, че във филма ще участва звездата Блейк Лайвли.

### За възрастни[10]
- Три желания, Three Wishes (2003)
- Последната годишнина, The Last Anniversary (2005)
- What Alice Forgot (2010)
Какво забрави Алис, изд.: ИК „Хермес“, Пловдив (2014), прев. Маргарита Дограмаджян
- Любовната история на хипнотизатора, The Hypnotist's Love Story (2012)
- The Husband's Secret (2013)
Тайната на моя съпруг, изд.: ИК „Хермес“, Пловдив (2014), прев. Калина Лазарова
- Big Little Lies (2014) – издадена и като „Little Lies“
Големите малки лъжи, изд.: ИК „Хермес“, Пловдив (2016), прев. Калина Лазарова
- Truly Madly Guilty (2016)
Виновни до доказване на противното, изд.: ИК „Хермес“, Пловдив (2017), прев. Вихра Манова
- Девет идеални непознати, Nine Perfect Strangers (2018)

### За деца

#### Серия „Комическа бригада / Никола Бери: Землянин посланик“ (Nicola Berry: Earthling Ambassador)
1. Изумителният проблем с принцеса Петронела, Earthling Ambassador (2009) – издаден и като „The Petrifying Problem with Princess Petronella“
2. Шокиращият проблем на планетата на Шобъл, The Shobble Secret (2009) – издаден и като „The Shocking Trouble on the Planet of Shobble“
3. Злата война на планетата Каприз, War on Whimsy (2010) – издаден и като „The Wicked War on the Planet of Whimsy“